# Duits trainer van het Jaar (voetbal)
Duits trainer van het Jaar (Duits: Trainer des Jahres) is een titel en prijs die vanaf 2002 jaarlijks uitgereikt is aan de beste trainer in het Duitse voetbal. De winnaar wordt gekozen door leden van het Verband Deutscher Sportjournalisten (VDS); elk lid kan stemmen. De prijsuitreiking en publiciteit wordt verzorgd in samenwerking met het Duitse voetbaltijdschrift Kicker Sportmagazin. De prijs wordt in de zomer uitgereikt en heeft betrekking op de prestaties in het voorbije seizoen. In aanmerking komen trainers die tijdens dat seizoen in het Duitse voetbal actief waren of de Duitse nationaliteit hadden.

## Winnaars
De meeste winnaars zijn Duitse trainers in de Duitse Bundesliga voor mannen, maar er zijn meerdere uitzonderingen. In 2006 en 2014 kregen Jürgen Klinsmann respectievelijk Joachim Löw de prijs voor hun werk met het Duits voetbalelftal. In 2010 viel de keuze op de Nederlander Louis van Gaal en in 2019 werd Jürgen Klopp gekozen, de Duitse trainer van Liverpool. In 2016 werd Dirk Schuster gekozen, die uit de 2. Bundesliga gepromoveerd was met SV Darmstadt 98, dat in 2014 nog in de 3. Liga speelde.
Tot en met 2021 waren er drie meervoudige winnaars: Felix Magath en Jürgen Klopp elk driemaal, Jupp Heynckes tweemaal.

## Lijst van winnaars
| Jaar | Naam              | Club                |
| ---- | ----------------- | ------------------- |
| 2002 | Klaus Toppmöller  | Bayer Leverkusen    |
| 2003 | Felix Magath      | VfB Stuttgart       |
| 2004 | Thomas Schaaf     | Werder Bremen       |
| 2005 | Felix Magath      | Bayern München      |
| 2006 | Jürgen Klinsmann  | Duitsland           |
| 2007 | Armin Veh         | VfB Stuttgart       |
| 2008 | Ottmar Hitzfeld   | Bayern München      |
| 2009 | Felix Magath      | VfL Wolfsburg       |
| 2010 | Louis van Gaal    | Bayern München      |
| 2011 | Jürgen Klopp      | Borussia Dortmund   |
| 2012 | Jürgen Klopp      | Borussia Dortmund   |
| 2013 | Jupp Heynckes     | Bayern München      |
| 2014 | Joachim Löw       | Duitsland           |
| 2015 | Dieter Hecking    | VfL Wolfsburg       |
| 2016 | Dirk Schuster     | SV Darmstadt 98     |
| 2017 | Julian Nagelsmann | TSG 1899 Hoffenheim |
| 2018 | Jupp Heynckes     | Bayern München      |
| 2019 | Jürgen Klopp      | Liverpool FC        |
| 2020 | Hans-Dieter Flick | Bayern München      |
| 2021 | Thomas Tuchel     | Chelsea             |
| 2022 | Christian Streich | SC Freiburg         |
| 2023 | Urs Fischer       | 1. FC Union Berlin  |
| 2024 | Xabi Alonso       | Bayer 04 Leverkusen |
| 2025 | Julian Schuster   | SC Freiburg         |

### Meervoudige winnaars
| Speler        | Aantal |
| ------------- | ------ |
| Felix Magath  | 3      |
| Jürgen Klopp  | 3      |
| Jupp Heynckes | 2      |